# Бая-Спріє
Бая-Спріє (рум. Baia Sprie) — місто у повіті Марамуреш у Румунії. Адміністративно місту підпорядковані такі села (дані про населення за 2002 рік):
- Кіузбая (710 осіб)
- Сату-Ноу-де-Сус (1073 особи)
- Теуцій-де-Сус (3491 особа)

Місто розташоване на відстані 403 км на північний захід від Бухареста, 7 км на схід від Бая-Маре, 98 км на північ від Клуж-Напоки.

## Населення
За даними перепису населення 2002 року у місті проживали 16 609 осіб.
Національний склад населення міста:
| Національність            | Кількість осіб | Відсоток |
| ------------------------- | -------------- | -------- |
| румуни                    | 12469          | 75,1%    |
| угорці                    | 3441           | 20,7%    |
| цигани                    | 576            | 3,5%     |
| німці                     | 65             | 0,4%     |
| українці                  | 45             | 0,3%     |
| євреї                     | 5              | < 0,1%   |
| росіяни-липовани          | 2              | < 0,1%   |
| італійці                  | 2              | < 0,1%   |
| чанго                     | 1              | < 0,1%   |
| не вказали національність | 1              | < 0,1%   |

Рідною мовою назвали:
| Мова             | Кількість осіб | Відсоток |
| ---------------- | -------------- | -------- |
| румунська        | 13059          | 78,6%    |
| угорська         | 3299           | 19,9%    |
| циганська        | 167            | 1,0%     |
| українська       | 39             | 0,2%     |
| німецька         | 39             | 0,2%     |
| російська        | 2              | < 0,1%   |
| італійська       | 2              | < 0,1%   |
| єврейська (їдиш) | 1              | < 0,1%   |

Склад населення міста за віросповіданням:
| Релігія                                       | Кількість осіб | Відсоток |
| --------------------------------------------- | -------------- | -------- |
| православні                                   | 11344          | 68,3%    |
| римо-католики                                 | 2739           | 16,5%    |
| реформати                                     | 886            | 5,3%     |
| греко-католики                                | 636            | 3,8%     |
| п'ятдесятники                                 | 512            | 3,1%     |
| баптисти                                      | 112            | 0,7%     |
| бретрени                                      | 74             | 0,4%     |
| не релігійні                                  | 38             | 0,2%     |
| адвентисти                                    | 25             | 0,2%     |
| старообрядці                                  | 16             | 0,1%     |
| атеїсти                                       | 9              | 0,1%     |
| лютерани (Синодально-пресвітеріанська церква) | 8              | < 0,1%   |
| унітарії                                      | 5              | < 0,1%   |
| мусульмани                                    | 1              | < 0,1%   |
| лютерани                                      | 1              | < 0,1%   |
| не вказали релігію                            | 28             | 0,2%     |

## Зовнішні посилання
- Дані про місто Бая-Спріє на сайті Ghidul Primăriilor [Архівовано 12 грудня 2011 у Wayback Machine.]